# Галлопен, Тони
Тони Галлопен (фр. Tony Gallopin; род. 24 мая 1988, Дурдан, Франция) — французский профессиональный шоссейный велогонщик, выступающий с 2018 года за команду «AG2R Citroën».

## Карьера
В детстве Тони Галлопен увлекался футболом и дзюдо, однако в девять лет окончательно решил сосредоточиться на велогонках. Он участвовал во многих юниорских гонках, где соперничал с Марселем Киттелем и Диего Улисси. В 2007 году француз подписал свой первый профессиональный контракт с командой Auber 93, за которую выступал три года.
В 2010 году он перешёл в Cofidis, le Crédit en Ligne. В этом же году он выиграл этап на Туре Люксембурга и впервые стартовал на Гранд-Туре - испанской Вуэльте, а на следующий год занял третье место в генеральной классификации Тура Люксембурга и дебютировал на Тур де Франс, заняв 78 место.
В 2012 году перешёл в команду RadioShack-Nissan, где в должности спортивного директора работал его дядя Ален. Самым крупным успехом в дебютном сезоне за американо-люксембуржскую команду стало третье место на Туре Омана в общем зачете. А в летом 2013 года он победил на известной однодневной гонке по дорогам Страны Басков - Классике Сан-Себастьяна.
В новом сезоне велогонщик подписал контракт с бельгийской командой Lotto-Belisol. В июле 2014 года на 9 этапе Тур де Франс 2014 команда Astana и её лидер Винченцо Нибали решили временно расстаться с жёлтой майкой, отпустив отрыв, в котором находился Тони Галлопен. Возможно, казахстанская команда решила позволить французскому гонщику выйти на старт этапа в жёлтой майке в День взятия Бастилии - национального праздника Франции. Майку лидера гонки Галлопен носил на своих плечах всего один этап, однако потеряв её, 16 июля атаковал на спуске и из отрыва и добился победы на 11 этапе Большой Петли. Тур де Франс-2014 француз завершил на 29 месте в общем зачете.
В 2016 выиграл Гран-при Валлонии. В конце сезона 2017 года, подписывает двухлетний контракт с французской AG2R Citroën.

## Статистика выступлений

### Чемпионаты
| Соревнование      | Соревнование    | 2010 | 2011 | 2012 | 2013 | 2014 | 2015 | 2016 | 2017 | 2018 | 2019 |
| ----------------- | --------------- | ---- | ---- | ---- | ---- | ---- | ---- | ---- | ---- | ---- | ---- |
| Олимпийские игры  | Групповая гонка | нет  | нет  | 85   | нет  | нет  | нет  | —    | нет  | нет  | нет  |
| Чемпионаты мира   | Групповая гонка | —    | 53   | НФ   | —    | 6    | 7    | —    | 13   | 58   | 23   |
| Чемпионат Франции | Индивидуальная  | 44   | —    | —    | —    | —    | —    | 3    | —    | 2    | —    |
| Чемпионат Франции | Групповая гонка | —    | 9    | —    | 3    | 10   | 2    | 2    | —    | НФ   | НФ   |

### Гранд-туры
| Гонка           | 2010 | 2011 | 2012 | 2013 | 2014 | 2015 | 2016 | 2017 | 2018 | 2019 |
| --------------- | ---- | ---- | ---- | ---- | ---- | ---- | ---- | ---- | ---- | ---- |
| Джиро д'Италия  | —    | —    | —    | —    | —    | —    | —    | —    | —    | НФ   |
| Тур де Франс    | —    | 78   | НФ   | 58   | 29   | 31   | 71   | 21   | НФ   | 56   |
| Вуэльта Испании | 89   | —    | —    | —    | —    | —    | —    | —    | 11   | —    |

### Многодневки
| Многодневки         |      |      |      |      |      |      |      |      |      |
| Гонка               | 2011 | 2012 | 2013 | 2014 | 2015 | 2016 | 2017 | 2018 | 2019 |
| Париж — Ницца       | НФ   | —    | 41   | 10   | 6    | 8    | 10   | 28   | НФ   |
| Тиррено — Адриатико | —    | НФ   | —    | —    | —    | —    | —    | —    | —    |
| Вуэльта Каталонии   | —    | —    | —    | —    | —    | —    | —    | —    | НФ   |
| Тур Страны Басков   | —    | —    | —    | —    | НФ   | НФ   | —    | —    | —    |
| Тур Романдии        | —    | —    | —    | —    | —    | —    | —    | —    | —    |
| Критериум Дофине    | —    | 32   | 33   | 27   | 30   | 44   | 38   | 31   | —    |
| Тур Швейцарии       | —    | —    | —    | —    | —    | —    | —    | —    | —    |

### Однодневки
| Монументальные гонки    |      |      |      |      |      |      |      |      |      |      |
| Гонка                   | 2010 | 2011 | 2012 | 2013 | 2014 | 2015 | 2016 | 2017 | 2018 | 2019 |
| Милан — Сан-Ремо        | —    | —    | 54   | —    | 35   | 9    | 34   | 46   | 26   | —    |
| Тур Фландрии            | —    | —    | 24   | НФ   | 23   | —    | —    | 17   | НФ   | —    |
| Париж — Рубе            | —    | —    | НФ   | —    | —    | —    | —    | НФ   | 55   | —    |
| Льеж — Бастонь — Льеж   | —    | 84   | —    | 29   | 35   | 20   | НФ   | —    | —    | —    |
| Джиро ди Ломбардия      | НФ   | —    | —    | —    | 87   | 7    | НФ   | НФ   | —    | —    |
| Классические гонки      |      |      |      |      |      |      |      |      |      |      |
| Гонка                   | 2010 | 2011 | 2012 | 2013 | 2014 | 2015 | 2016 | 2017 | 2018 | 2019 |
| E3 Харелбеке            | —    | —    | 58   | НФ   | 6    | —    | —    | НФ   | 35   | —    |
| Амстел Голд Рейс        | —    | 30   | —    | 39   | 98   | 6    | 25   | —    | —    | —    |
| Классика Сан-Себастьяна | —    | —    | —    | 1    | 5    | —    | 2    | 2    | НФ   | 35   |
| Брабантсе Пейл          | —    | —    | —    | 13   | 3    | 4    | 3    | —    | —    | —    |
| Гран-при Квебека        | —    | 52   | 11   | 38   | 9    | 8    | —    | 9    | —    | —    |
| Гран-при Монреаля       | —    | 16   | 10   | 47   | 3    | 20   | —    | 6    | —    | —    |

| —  | Не участвовал  |
| НФ | Не финишировал |

## Личная жизнь
Тони Галлопен из спортивной семьи. Его отец Жоэль, велогонщик, с 1978 по 1982 год выступал за французские профессиональные команды. Также у Тони есть два дяди - Ален и Ги, также выступавшие в шоссейных велогонках. Хотя Ален Галлопен всего один год гонялся в профессионалах, ему удалось продолжить карьеру в должности спортивного менеджера таких известных команд как Française des Jeux, CSC, Astana, Trek Factory Racing. Жена Тони - Марион Русс, также велогонщица, выступавшая в 2013-2015 годах за Lotto Belisol Ladies. Они сочетались браком 18 октября 2014 года. Марион Русс работает в качестве эксперта на телеканале Eurosport.

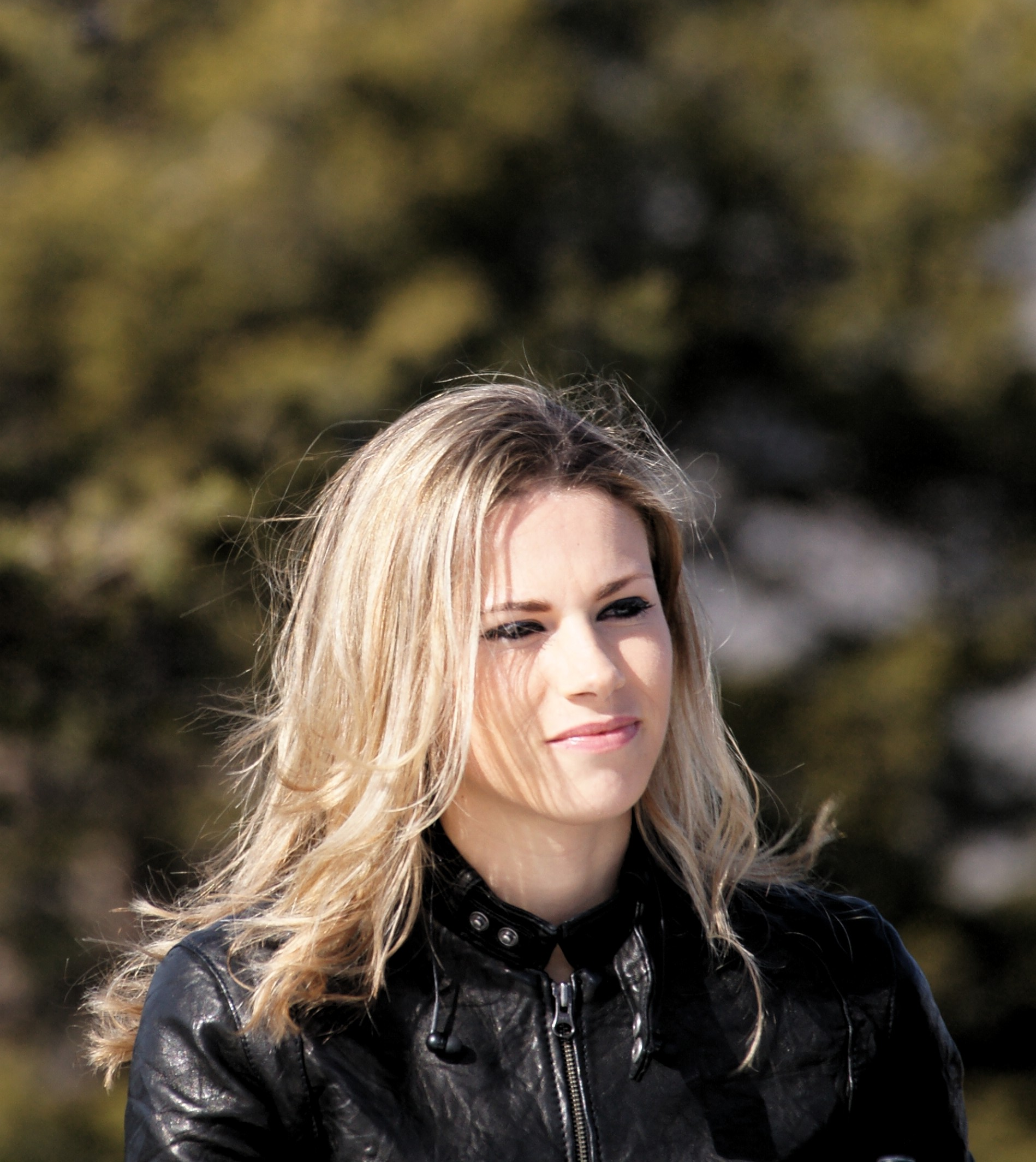
Марион Русс